# Edith Fischerström
Edith Maria Fischerström, född Olsson 24 september 1881 i Hedvig Eleonora församling i Stockholm, död 12 oktober 1967 i Oscars församling, var en svensk målare.
Hon var dotter till arkitekten Carl August Olsson och Elvira Woelner. År 1905 ingick hon äktenskap med ryttmästaren Carl Fischerström (1867–1922). Deras son, Iwan W. Fischerström, blev bildkonstnär och redaktör.
Edith Fischerström studerade för Axel Jungstedt och Oscar Björk vid Kungliga Akademien för de fria konsterna 1901–1903. Mellan åren 1904 och 1906 undervisade hon i teckning vid en skola i Sollefteå. Under 1900-talets första hälft företog hon studieresor till Italien, Frankrike och Spanien. Hennes första utställningar ägde rum 1918, på Lunds universitets konstmuseum och Nya Konstgalleriet i Stockholm. Därefter följde flera separatutställningar: på Malmö museum 1950, i Skövde 1951, på Galerie Moderne i Stockholm 1947 och 1949, samt vid flera tillfällen på Konstnärshuset i Stockholm. Hon medverkade även i flera samlingsutställningar, till exempel Baltiska utställningen i Malmö 1914. År 1930 blev hon medlem i Svenska konstnärernas förening.
Fischerström ägnade sig åt både landskaps- och porträttmåleri. Hon porträtterade bland andra Anna Branting, Fanny Brate, Martin Åberg och Annie Frykholm. Bland hennes landskap finns motiv från Halland och Skåne. Hon utförde även ett antal träsnitt med Stockholmsmotiv som 1928 gavs ut i ett album. Hon finns representerad bland annat med ett flertal porträtt på Nationalmuseum i Stockholm, Moderna Museet i Stockholm, Göteborgs konstmuseum, Kalmar Konstmuseum, Göteborgs stadsmuseum och Svenska Statens porträttsamling på Gripsholms slott. Edith Fischerström är begravd på Norra begravningsplatsen utanför Stockholm.